# Manchester by the Sea
|  | Aquest article tracta sobre la pel·lícula. Si cerqueu la localitat, vegeu «Manchester-by-the-Sea». |

Manchester by the Sea és un film dramàtic estatunidenc del 2016, escrit i dirigit per Kenneth Lonergan i protagonitzada per Casey Affleck, Michelle Williams, Kyle Chandler i Lucas Hedges. Amazon Studios es va associar amb Roadside Attractions per distribuir i comercialitzar la pel·lícula. Va obtenir dos Oscars (2017), al millor actor per Casey Affleck i al millor guió original per Kenneth Lonergan. S'ha doblat al català.

## Argument
En Lee torna a Manchester by the Sea (Massachusetts) després de la mort del seu germà, per tenir cura del seu nebot adolescent i on haurà d'afrontar al seu passat.

## Producció
La idea original de la pel·lícula va començar quan l'actor Matt Damon i el seu col·laborador habitual Chris Moore buscaven un projecte perquè fos el primer film de Damon com a director. En les reunions també hi participà l'actor John Krasinski (conegut pel seu paper de Jim a la versió estatunidenca de The Office). L'agenda de Matt Damon li va impedir protagonitzar i dirigir la pel·lícula, deixant la responsabilitat de la direcció i guió a Kenneth Lonergan a qui havia conegut uns anys abans en la producció d'una obra teatral londinenca. A partir de la història original Lonergan va incloure els flashbacks per presentar les relacions i secrets del passat de Lee Chandler (Casey Affleck) abans del moment de deixar el poble.

## Repartiment
- Casey Affleck: Lee Chandler
- Michelle Williams: Randi
- Kyle Chandler: Joe Chandler
- Lucas Hedges: Patrick Chandler
- Gretchen Mol: Elise
- Erica McDermott: Sue
- Matthew Broderick: Rodney
- Heather Burns: Jill
- Tate Donovan: Entrenador Hoquei
- Josh Hamilton: Wes

## Al voltant de la pel·lícula
El 23 de gener del 2016 el film va ser estrenat al Festival de Cinema de Sundance i el setembre del mateix any al Telluride Film Festival i al Festival de Toronto. Amb Manchester by the Sea Amazon Studios s'ha convertit en la primera distribuïdora de reproducció en línia en aconseguir nominació a l'Oscar a la millor pel·lícula.

## Nominacions i premis
| Premi                        | Categoria                     | Candidat          | Resultat                              |
| ---------------------------- | ----------------------------- | ----------------- | ------------------------------------- |
| National Board of Review     | Millor film                   |                   | Guanyadora                            |
| National Board of Review     | Millor actor                  | Casey Affleck     | Guanyador                             |
| National Board of Review     | Millor guió original          | Kenneth Lonergan  | Guanyador                             |
| National Board of Review     | Milor actor revelació         | Lucas Hedges      | Guanyador                             |
| American Cinema Editors, USA | Millor muntatge film dramatic |                   | Nominació                             |
| Globus d'Or                  | Millor film dramàtic          |                   | Nominació                             |
| Globus d'Or                  | Millor director               | Kenneth Lonergan  | Nominació                             |
| Globus d'Or                  | Millor actor en film dramàtic | Casey Affleck     | Guanyador                             |
| Globus d'Or                  | Millor actriu repartiment     | Michelle Williams | Nominació                             |
| Globus d'Or                  | Millor guió                   | Kenneth Lonergan  | Nominació                             |
| Satellite Awards             | Millor pel·lícula             |                   | Guanyadora (compartit amb La La Land) |
| Satellite Awards             | Millor director               | Kenneth Lonergan  | Guanyador                             |
| Satellite Awards             | Millor actor                  | Casey Affleck     | Nominació                             |
| Satellite Awards             | Millor actriu repartiment     | Michelle Williams | Nominació                             |
| Satellite Awards             | Millor actor repartiment      | Lucas Hedges      | Nominació                             |
| Satellite Awards             | Millor guió original          | Kenneth Lonergan  | Nominació                             |
| Satellite Awards             | Millor banda sonora original  | Lesley Barber     | Nominació                             |
| Premis Oscar                 | Millor pel·lícula             |                   | Nominació                             |
| Premis Oscar                 | Millor director               | Kenneth Lonergan  | Nominació                             |
| Premis Oscar                 | Millor actor                  | Casey Affleck     | Guanyador                             |
| Premis Oscar                 | Millor actriu repartiment     | Michelle Williams | Nominació                             |
| Premis Oscar                 | Millor actor repartiment      | Lucas Hedges      | Nominació                             |
| Premis Oscar                 | Millor guió original          | Kenneth Lonergan  | Guanyador                             |